# Liste der Gebietsänderungen in der Provinz Hennegau
Die Liste der Gebietsänderungen in der Provinz Hennegau enthält wichtige Änderungen der Gemeindegebiete in der belgischen Provinz Hennegau in der Zeit vom 4. Oktober 1830 bis heute. Dazu zählen unter anderem Zusammenschlüsse und Trennungen von Gemeinden, Eingliederungen von Gemeinden in eine andere, Änderungen des Gemeindenamens und größere Umgliederungen von Teilen einer Gemeinde in eine andere. Kleinere Änderungen werden nicht berücksichtigt.

## Legende
- Datum: juristisches Wirkungsdatum der Gebietsänderung
- Gemeinde vor der Änderung: Gemeinde vor der Gebietsänderung
- Maßnahme: Art der Änderung
- Gemeinde nach der Änderung: Gemeinde nach der Gebietsänderung

Die Sortierung erfolgt chronologisch nach dem Datum und nach der aufnehmenden oder neu gebildeten Gemeinde. Heute noch bestehende Gemeinden sind farbig unterlegt. Die Gemeinden, die in die Provinz Hennegau wechselten, sind grün, diejenigen, die sie verließen, rot unterlegt.

## Gebietsänderungen
| Datum      | Gemeinde vor der Änderung | Maßnahme        | Gemeinde nach der Änderung                                                    |
| ---------- | --- | --------------- | ----------------------------------------------------------------------------- |
| 01.01.1836 | Celles, Molenbaix | Neubildung      | Molenbaix                                                                     |
| 01.01.1841 | Pont-à-Celles, Luttre | Neubildung      | Luttre                                                                        |
| 01.01.1845 | Frameries, La Bouverie | Neubildung      | La Bouverie                                                                   |
| 01.01.1868 | Froid-Chapelle, Fourbechies | Neubildung      | Fourbechies                                                                   |
| 01.01.1868 | Nimy-Maisières, Maisières | Neubildung      | Maisières                                                                     |
| 01.01.1868 | Nimy-Maisières, Nimy | Neubildung      | Nimy                                                                          |
| 01.01.1869 | Saint-Vaast, La Louvière | Neubildung      | La Louvière                                                                   |
| 01.01.1870 | Jemappes, Flénu | Neubildung      | Flénu                                                                         |
| 01.01.1878 | Presles, Roselies | Neubildung      | Roselies                                                                      |
| 01.01.1881 | Battignies | Eingliederung   | Binche                                                                        |
| 01.01.1883 | Baudour, Tertre | Neubildung      | Tertre                                                                        |
| 01.01.1886 | L’Escaillère, Baileux | Neubildung      | Baileux                                                                       |
| 01.01.1887 | Rumes, La Glanerie | Neubildung      | La Glanerie                                                                   |
| 01.01.1892 | Hoves, Graty | Neubildung      | Graty                                                                         |
| 01.01.1896 | Landelies, Goutroux | Neubildung      | Goutroux                                                                      |
| 01.01.1903 | Chimay, Gebietsteile, Seloignes, Gebietsteile | Neubildung      | Forge-Philippe                                                                |
| 12.04.1905 | La-Neuville-aux-Tourneurs | Umgliederung    | La-Neuville-aux-Tourneurs, Frankreich                                         |
| 12.04.1905 | L’Escaillère, Gebietsteile, Rièzes, Gebietsteile | Umgliederung    | Regniowez, Frankreich                                                         |
| 12.04.1905 | La-Neuville-aux-Tourneurs, Frankreich, Gebietsteile, Regniowez, Frankreich, Gebietsteile | Umgliederung    | L’Escaillère                                                                  |
| 12.04.1905 | La-Neuville-aux-Tourneurs, Frankreich, Gebietsteile, Regniowez, Frankreich, Gebietsteile | Umgliederung    | Rièzes                                                                        |
| 01.01.1907 | Blaton, Gebietsteile, Péruwelz, Gebietsteile, | Neubildung      | Bon-Secours                                                                   |
| 01.01.1914 | Sivry, Sautin | Neubildung      | Sautin                                                                        |
| 23.07.1932 | Ellignies-lez-Frasnes | Eingliederung   | Anvaing                                                                       |
| 01.01.1963 | Morlanwelz | Namensänderung  | Morlanwelz-Mariemont                                                          |
| 01.09.1963 | Biévène, Groenstraat-Warresaert | Umgliederung    | Bassilly                                                                      |
| 01.09.1963 | Biévène | Umgliederung    | Bever, Provinz Brabant (Namensänderung < Biévène)                             |
| 01.09.1963 | Deux-Acren, Akrenbos | Umgliederung    | Bever, Provinz Brabant                                                        |
| 01.09.1963 | Everbecq | Umgliederung    | Everbeek, Provinz Oost-Vlaanderen (Namensänderung < Everbecq)                 |
| 01.09.1963 | Vloesberg, d’Hutte | Umgliederung    | Opbrakel, Provinz Oost-Vlaanderen                                             |
| 01.09.1963 | Ellezelles, Broeken, Koekomere und La Haute | Umgliederung    | Ronse, Provinz Oost-Vlaanderen                                                |
| 01.09.1963 | Saint-Pierre-Capelle | Umgliederung    | Sint-Pieters-Kapelle, Provinz Brabant (Namensänderung < Saint-Pierre-Capelle) |
| 01.09.1963 | Deux-Acren, Donkerstraat und Haie-de-Viane | Umgliederung    | Viane, Provinz Oost-Vlaanderen                                                |
| 01.09.1963 | Amougies, Provinz Oost-Vlaanderen | Umgliederung    | Amougies                                                                      |
| 01.09.1963 | Neerwaasten, Provinz West-Vlaanderen | Umgliederung    | Bas-Warneton (Namensänderung < Neerwaasten)                                   |
| 01.09.1963 | Komen, Provinz West-Vlaanderen | Umgliederung    | Comines (Namensänderung < Komen)                                              |
| 01.09.1963 | Dottenijs, Provinz West-Vlaanderen | Umgliederung    | Dottignies (Namensänderung < Dottenijs)                                       |
| 01.09.1963 | Herzeeuw, Provinz West-Vlaanderen | Umgliederung    | Herseaux (Namensänderung < Herzeeuw)                                          |
| 01.09.1963 | Houtem, Provinz West-Vlaanderen | Umgliederung    | Houthem (Namensänderung < Houtem)                                             |
| 01.09.1963 | Luingne, Provinz West-Vlaanderen | Umgliederung    | Luingne                                                                       |
| 01.09.1963 | Moeskroen, Provinz West-Vlaanderen | Umgliederung    | Mouscron (Namensänderung < Moeskroen)                                         |
| 01.09.1963 | Rekkem, Provinz West-Vlaanderen, Risquons-Tout | Umgliederung    | Mouscron                                                                      |
| 01.09.1963 | Orroir, Provinz Oost-Vlaanderen | Umgliederung    | Orroir                                                                        |
| 01.09.1963 | Ploegsteert, Provinz West-Vlaanderen | Umgliederung    | Ploegsteert                                                                   |
| 01.09.1963 | Nieuwkerke, Provinz West-Vlaanderen, Clef d’Hollande | Umgliederung    | Ploegsteert                                                                   |
| 01.09.1963 | Rozenaken, Provinz Oost-Vlaanderen | Umgliederung    | Russeignies (Namensänderung < Rozenaken)                                      |
| 01.09.1963 | Waasten, Provinz West-Vlaanderen | Umgliederung    | Warneton (Namensänderung < Waasten)                                           |
| 01.01.1965 | Harchies | Eingliederung   | Bernissart                                                                    |
| 01.01.1965 | Fourbechies | Eingliederung   | Froid-Chapelle                                                                |
| 01.01.1965 | Liberchies | Eingliederung   | Luttre                                                                        |
| 01.01.1965 | Saint-Denis | Eingliederung   | Obourg                                                                        |
| 01.01.1965 | Wannebecq | Eingliederung   | Papignies                                                                     |
| 01.01.1965 | Ville-Pommerœul | Eingliederung   | Pommerœul                                                                     |
| 01.01.1965 | Grandglise | Eingliederung   | Stambruges                                                                    |
| 01.01.1965 | Gottignies | Eingliederung   | Ville-sur-Haine                                                               |
| 01.01.1971 | Arc-Ainières, Wattripont | Zusammenschluss | Arc-Wattripont                                                                |
| 01.01.1971 | Bellecourt | Eingliederung   | La Hestre                                                                     |
| 01.01.1971 | Tongre-Saint-Martin | Eingliederung   | Chièvres                                                                      |
| 24.09.1971 | Flénu | Eingliederung   | Jemappes                                                                      |
| 01.01.1972 | Rœulx | Namensänderung  | Le Rœulx                                                                      |
| 01.01.1972 | Mévergnies | Namensänderung  | Mévergnies-lez-Lens                                                           |
| 01.01.1972 | Cuesmes Ghlin Hyon Nimy Obourg | Eingliederung   | Mons                                                                          |
| 01.01.1977 | Aiseau Pont-de-Loup Presles Roselies | Zusammenschluss | Aiseau-Presles                                                                |
| 01.01.1977 | Bruyelle Calonne Fontenoy Maubray Péronnes [Antoing] | Eingliederung   | Antoing                                                                       |
| 01.01.1977 | Barbençon Leugnies Leval-Chaudeville Renlies Solre-Saint-Géry Strée Thirimont | Eingliederung   | Beaumont                                                                      |
| 01.01.1977 | Aubechies Pommerœul Quevauchamps Ramegnies Stambruges Thumaide Wadelincourt | Eingliederung   | Belœil                                                                        |
| 01.01.1977 | Basècles Blaton Ellignies-Sainte-Anne | Eingliederung   | Bernissart                                                                    |
| 01.01.1977 | Bray Buvrinnes Épinois Leval-Trahegnies Péronnes [Binche] Ressaix, Waudrez | Eingliederung   | Binche                                                                        |
| 01.01.1977 | Hornu | Eingliederung   | Boussu                                                                        |
| 01.01.1977 | Hennuyères Henripont Petit-Rœulx-lez-Braine Ronquières Steenkerque | Eingliederung   | Braine-le-Comte                                                               |
| 01.01.1977 | Attre Cambron-Casteau Gages Mévergnies-lez-Lens | Eingliederung   | Brugelette                                                                    |
| 01.01.1977 | Bléharies Guignies Hollain Howardries Jollain-Merlin Laplaigne Lesdain Rongy Wez-Velvain | Eingliederung   | Brunehaut                                                                     |
| 01.01.1977 | Escanaffles Molenbaix Popuelles Pottes Velaines | Eingliederung   | Celles                                                                        |
| 01.01.1977 | Godarville Piéton | Eingliederung   | Chapelle-lez-Herlaimont                                                       |
| 01.01.1977 | Bouffioulx | Eingliederung   | Châtelet                                                                      |
| 01.01.1977 | Grosage Huissignies Ladeuze Tongre-Notre-Dame | Eingliederung   | Chièvres                                                                      |
| 01.01.1977 | Pâturages Warquignies Wasmes | Zusammenschluss | Colfontaine                                                                   |
| 01.01.1977 | Bas-Warneton Houthem Ploegsteert Warneton | Eingliederung   | Comines                                                                       |
| 01.01.1977 | Gouy-lez-Piéton Souvret Trazegnies | Eingliederung   | Courcelles                                                                    |
| 01.01.1977 | Blaugies Élouges Wihéries | Eingliederung   | Dour                                                                          |
| 01.01.1977 | Écaussinnes-d’Enghien Écaussinnes-Lalaing Marche-lez-Écaussinnes | Zusammenschluss | Écaussinnes                                                                   |
| 01.01.1977 | Lahamaide Wodecq | Eingliederung   | Ellezelles                                                                    |
| 01.01.1977 | Marcq Petit-Enghien | Eingliederung   | Enghien                                                                       |
| 01.01.1977 | Bersillies-l’Abbaye Grand-Reng Hantes-Wihéries Montignies-Saint-Christophe Solre-sur-Sambre | Eingliederung   | Erquelinnes                                                                   |
| 01.01.1977 | Bailleul Estaimbourg Évregnies Leers-Nord Néchin Saint-Léger | Eingliederung   | Estaimpuis                                                                    |
| 01.01.1977 | Croix-lez-Rouveroy Estinnes-au-Mont Estinnes-au-Val Faurœulx Haulchin Peissant Rouveroy Vellereille-les-Brayeux Vellereille-le-Sec | Zusammenschluss | Estinnes                                                                      |
| 01.01.1977 | Pironchamps | Eingliederung   | Farciennes                                                                    |
| 01.01.1977 | Brye Heppignies Lambusart Saint-Amand Wagnelée Wanfercée-Baulet Wangenies | Eingliederung   | Fleurus                                                                       |
| 01.01.1977 | Forchies-la-Marche Leernes | Eingliederung   | Fontaine-l’Évêque                                                             |
| 01.01.1977 | Eugies La Bouverie Noirchain Sars-la-Bruyère | Eingliederung   | Frameries                                                                     |
| 01.01.1977 | Anvaing Arc-Wattripont Buissenal Cordes Dergneau Forest Frasnes-lez-Buissenal Hacquegnies Herquegies Montrœul-au-Bois Moustier Œudeghien Saint-Sauveur | Zusammenschluss | Frasnes-lez-Anvaing                                                           |
| 01.01.1977 | Boussu-lez-Walcourt Erpion Froid-Chapelle Vergnies | Zusammenschluss | Froidchapelle                                                                 |
| 01.01.1977 | Acoz Gougnies Joncret Loverval Villers-Poterie | Eingliederung   | Gerpinnes                                                                     |
| 01.01.1977 | Cour-sur-Heure Ham-sur-Heure Jamioulx Marbaix Nalinnes | Zusammenschluss | Ham-sur-Heure-Nalinnes                                                        |
| 01.01.1977 | Hainin Montrœul-sur-Haine Thulin | Eingliederung   | Hensies                                                                       |
| 01.01.1977 | Angre Angreau Athis Autreppe Erquennes Fayt-le-Franc Marchipont Montignies-sur-Roc Onnezies Roisin | Zusammenschluss | Honnelles                                                                     |
| 01.01.1977 | Erbaut Erbisœul Herchies Masnuy-Saint-Jean Masnuy-Saint-Pierre | Eingliederung   | Jurbise                                                                       |
| 01.01.1977 | Boussoit Haine-Saint-Paul Haine-Saint-Pierre Houdeng-Aimeries Houdeng-Goégnies Maurage Saint-Vaast Strépy-Bracquegnies Trivières | Eingliederung   | La Louvière                                                                   |
| 01.01.1977 | Bauffe Cambron-Saint-Vincent Lombise Montignies-lez-Lens | Eingliederung   | Lens                                                                          |
| 01.01.1977 | Mignault Thieu Ville-sur-Haine | Eingliederung   | Le Rœulx                                                                      |
| 01.01.1977 | Frasnes-lez-Gosselies Mellet Rêves Villers-Perwin Wayaux | Zusammenschluss | Les Bons Villers                                                              |
| 01.01.1977 | Bois-de-Lessines Deux-Acren Ghoy Ogy Ollignies Papignies | Eingliederung   | Lessines                                                                      |
| 01.01.1977 | Blicquy Chapelle-à-Oie Chapelle-à-Watinnes Gallaix Grandmetz Leuze Pipaix Thieulain Tourpes Willaupuis | Zusammenschluss | Leuze-en-Hainaut                                                              |
| 01.01.1977 | Bienne-lez-Happart Mont-Sainte-Geneviève Sars-la-Buissière | Eingliederung   | Lobbes                                                                        |
| 01.01.1977 | Bois-d’Haine Fayt-lez-Manage La Hestre | Eingliederung   | Manage                                                                        |
| 01.01.1977 | Fontaine-Valmont Labuissière | Eingliederung   | Merbes-le-Château                                                             |
| 01.01.1977 | Beauwelz Forge-Philippe Macon Macquenoise Monceau-Imbrechies Seloignes | Eingliederung   | Momignies                                                                     |
| 01.01.1977 | Casteau (nur Gelände SHAPE) Ciply Harmignies Harveng Havré Jemappes Maisières Mesvin Nouvelles Saint-Symphorien Spiennes Villers-Saint-Ghislain | Eingliederung   | Mons                                                                          |
| 01.01.1977 | Amougies Anserœul Orroir Russeignies | Zusammenschluss | Mont-de-l’Enclus                                                              |
| 01.01.1977 | Landelies Montignies-le-Tilleul | Zusammenschluss | Montigny-le-Tilleul                                                           |
| 01.01.1977 | Carnières Mont-Sainte-Aldegonde Morlanwelz-Mariemont | Zusammenschluss | Morlanwelz                                                                    |
| 01.01.1977 | Dottignies Herseaux Luingne | Eingliederung   | Mouscron                                                                      |
| 01.01.1977 | Esquelmes Hérinnes Obigies Warcoing | Eingliederung   | Pecq                                                                          |
| 01.01.1977 | Baugnies Bon-Secours Braffe Brasmenil Bury Callenelle Roucourt Wasmes-Audemez-Briffœil Wiers | Eingliederung   | Péruwelz                                                                      |
| 01.01.1977 | Buzet Luttre Obaix Thiméon Viesville | Eingliederung   | Pont-à-Celles                                                                 |
| 01.01.1977 | Wasmuel | Eingliederung   | Quaregnon                                                                     |
| 01.01.1977 | Asquillies Aulnois Blaregnies Bougnies Genly Givry Gœgnies-Chaussée Havais Quévy-le-Grand Quévy-le-Petit | Zusammenschluss | Quévy                                                                         |
| 01.01.1977 | Audregnies Baisieux | Eingliederung   | Quiévrain                                                                     |
| 01.01.1977 | La Glanerie Taintignies | Eingliederung   | Rumes                                                                         |
| 01.01.1977 | Baudour Hautrage Neufmaison,br />Sirault Tertre Villerot | Eingliederung   | Saint-Ghislain                                                                |
| 01.01.1977 | Arquennes Famillereux Feluy Petit-Rœulx-lez-Nivelles | Eingliederung   | Seneffe                                                                       |
| 01.01.1977 | Bassilly Fouleng Gondregnies Graty Hoves Thoricourt | Eingliederung   | Silly                                                                         |
| 01.01.1977 | Grandrieu Montbliart Rance Sautin Sivry | Zusammenschluss | Sivry-Rance                                                                   |
| 01.01.1977 | Casteau (außer Gelände SHAPE) Chaussée-Notre-Dame-Louvignies Horrues Naast Neufvilles Thieusies | Eingliederung   | Soignies                                                                      |
| 01.01.1977 | Boignée | Eingliederung   | Sombreffe, Provinz Namur                                                      |
| 01.01.1977 | Biercée Biesme-sous-Thuin Donstiennes Gozée Leers-et-Fosteau Ragnies Thuillies | Eingliederung   | Thuin                                                                         |
| 07.01.1977 | Couillet Dampremy Gilly Gosselies Goutroux Jumet Lodelinsart Marchienne-au-Pont Marcinelle Monceau-sur-Sambre Montignies-sur-Sambre Mont-sur-Marchienne Ransart Roux | Eingliederung   | Charleroi                                                                     |
| 26.02.1977 | Baileux Bailièvre Bourlers Forges L’Escaillère Lompret Rièzes Robechies Saint-Remy Salles Vaulx [Chimay] Villers-la-Tour Virelles | Eingliederung   | Chimay                                                                        |
| 02.03.1977 | Arbre Bouvignies Ghislenghien Gibecq Houtaing Irchonwelz Isières Lanquesaint Ligne Maffle Mainvault Meslin-l’Éveque Moulbaix Ormeignies Ostiches Rebaix Villers-Notre-Dame Villers-Saint-Amand                                                                                  | Eingliederung   | Ath                                                                           |
| 07.04.1977 | Barry Béclers Blandain Chercq Ere Esplechin Froidmont Froyennes Gaurain-Ramecroix Havinnes Hertain Kain Lamain Marquain Maulde Melles Mont-Saint-Aubert Mourcourt Orcq Quartes Ramegnies-Chin Rumillies Saint-Maur Templeuve Thimougies Vaulx [Tournai] Vezon Warchin Willemeau | Eingliederung   | Tournai                                                                       |
| 17.07.1982 | Comines | Namensänderung  | Comines-Warneton                                                              |